# Jennie Jacques
Jennie Jacques (* 28. Februar 1989 in Coventry, West Midlands) ist eine britische Schauspielerin.

## Leben und Karriere
Jacques wurde im Walgrave Hospital geboren und wuchs in Coventry, Leamington Spa und Warwick auf.
Jacques spielte Katie Fielding in der ITV-Polizeiserie The Bill und das Künstlermodell Annie Miller im BBC-Two-Drama Desperate Romantics. Sie wurde als Beth im Thriller Cherry Tree Lane und als Ree Ree im futuristischen Thriller Shank besetzt. Sie trat auch in Casualty auf BBC One auf, wo sie Lily Knowles – die Pflegekraft von Megan Roach – in der Episode Nice and Easy Does It vom 7. August 2010 spielte. 2011 spielte sie im Musikvideo zur Mason-Single Boadicea mit. Sie trat auch im Slasher-Film Demons Never Die auf, in dem sie nackt während einer Sexszene mit Robert Sheehan zu sehen ist. 2013 trat sie in einer Episode der BBC-Serie Father Brown auf und wurde dann als Hauptdarstellerin in der BBC-Nachmittagsserie WPC 56 als eine Polizistin besetzt, die in der von Männern dominierten Welt von 1956 zu Hause ist. In der Fernsehserie Vikings agierte sie von der dritten bis zur 5. Staffel als Judith, die fiktive Tochter von König Ælle. 2015 mimte sie die Rolle der Tash in der ITV-Sitcom The Delivery Man, die sechs Episoden lang lief.

## Filmografie (Auswahl)

### Film
- 2010: Shank
- 2010: Cherry Tree Lane
- 2011: Demons Never Die
- 2012: Truth or Dare

### Fernsehen
- 2009: The Bill (Fernsehserie, 2 Folgen)
- 2009: Desperate Romantics (Fernsehserie, 6 Folgen)
- 2010: Von Lark Rise nach Candleford (Lark Rise to Candleford, Fernsehserie, Folge 3x10)
- 2010: Stanley Park (Fernseh-Kurzfilm)
- 2010: Casualty (Fernsehserie, Folge 24x47)
- 2012: Love Life (Fernsehserie, 2 Folgen)
- 2013: Father Brown (Fernsehserie, Folge 1x03)
- 2013–2014: WPC 56 (Fernsehserie, 10 Folgen)
- 2015–2019: Vikings (Fernsehserie, 40 Folgen)
- 2015: The Delivery Man (Fernsehserie, 6 Folgen)
- 2019: London Kills (Fernsehserie, 5 Folgen)